# Rhododendron annae
Rhododendron annae är en ljungväxtart. Rhododendron annae ingår i släktet rododendron, och familjen ljungväxter.

## Underarter
Arten delas in i följande underarter:
- R. a. annae
- R. a. laxiflorum

## Bildgalleri

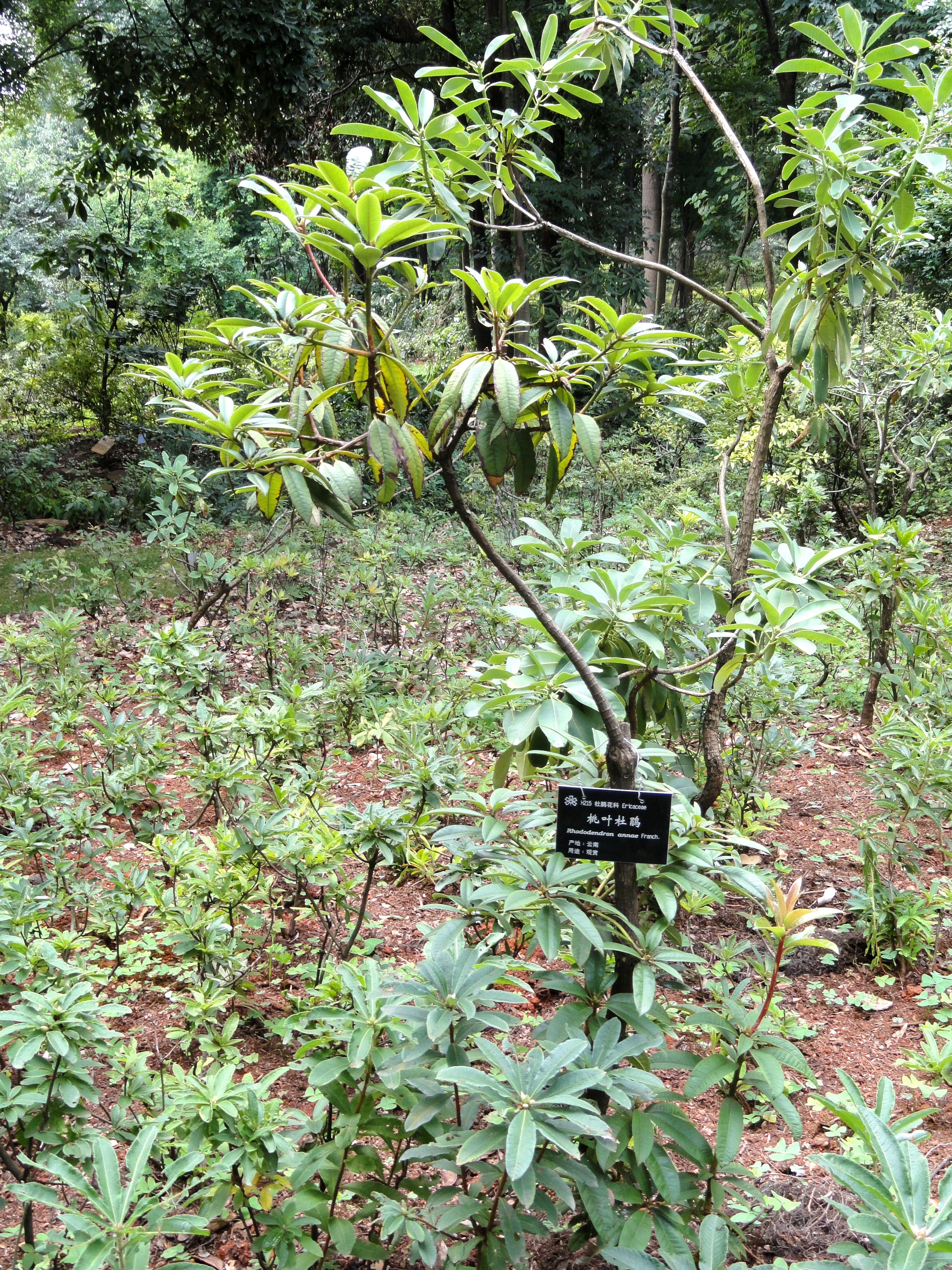